# Yugo Florida
A Yugo Florida vagy más néven Zastava Florida, Yugo Sana vagy Yugo Miami egy kiskategóriás autó, melyet a Zastava autógyártó részlege készített. A kocsi 1987. február 19-én került bemutatásra, sorozatgyártása pedig 1988 novemberétől 2008 novemberéig tartott. A Florida műszakilag sok tekintetben a Fiat Tipo terveire épített, karosszériáját pedig Giorgetto Giugiaro tervezte, a Zastava néhány mérnökével közösen, az Italdesign stúdiójában. Ez volt a Zastava legfejlettebb önálló modellje, mielőtt a gyár 2008-ban fel nem hagyott a személyautók gyártásával és át nem adta helyét a Fiat Automobili Srbijának.
Az autót az Egyesült Királyságban is árulták 1988 és 1992 között, Yugo Sana néven, de ezután eltűnt a piacról, mivel az ottani beszállító, a Zastava (GB) Ltd. csődbe ment a délszláv háború és az azt követő pénzügyi szankciók következtében. Néhány évvel európai bemutatását követően a kocsit Egyiptomban is gyártani kezdték, Nasr Florida néven. A modell kinézete majdnem teljesen megegyezett az eredetiével, mindössze a hűtőrácsa volt más.

## Modelltörténet
A Yugo Florida hivatalosan 1988. október 2-án vált elérhetővé a vásárlók számára. A Florida nevet azért kapta az autó, hogy a Zastava így ünnepelje korábbi modellje, a Zastava Koral (Yugo) sikerét az amerikai piacon. A gyártás időszaka alatt Kelet-Európában a Florida fő riválisainak a Dacia Solenza, a Dacia Logan és a Lada 110 számított. A kocsi fő előnye sokoldalúsága mellett az volt, hogy fejlettebb volt a korábbi Zastava modelleknél és még a legjobban felszerelt változatok ára sem ment 7000 euró fölé.
A 2001-es Belgrádi Autószalonon bemutatásra került az autó felfrissített változata, mely a Florida In nevet kapta. A legjobban felszerelt modellváltozat a Florida In L volt, melyhez klíma és rádió is járt. Az 5000 és 7000 euró közötti árával a Florida a Zastava legdrágább modelljének számított, amíg meg nem kezdődött a Fiat Punto licence alapján készülő Zastava 10 gyártása. 2008 novemberében befejeződött a Florida gyártása a kragujevaci üzemben.

## Galéria

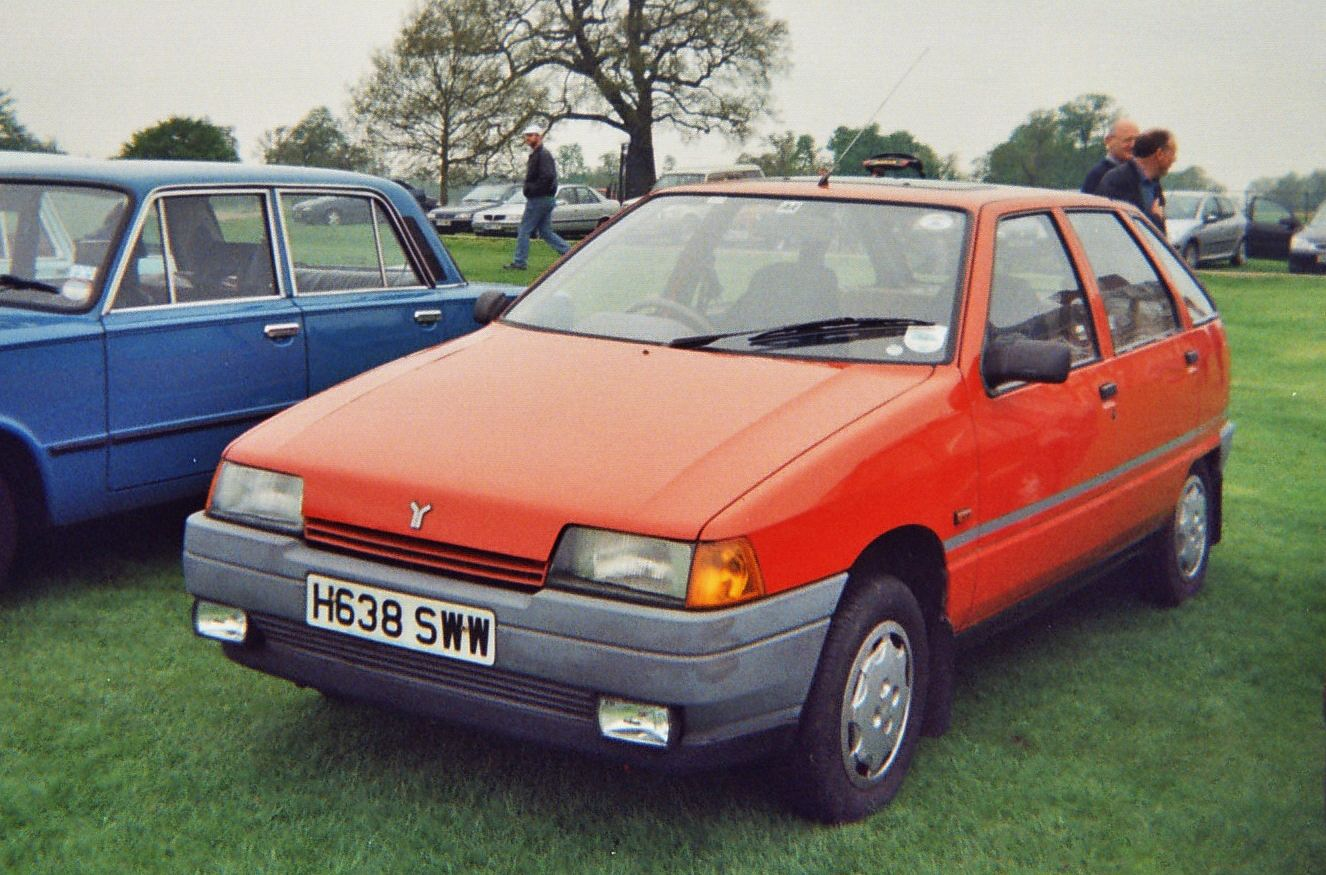
Jobbkormányos változat az Egyesült Királyságban
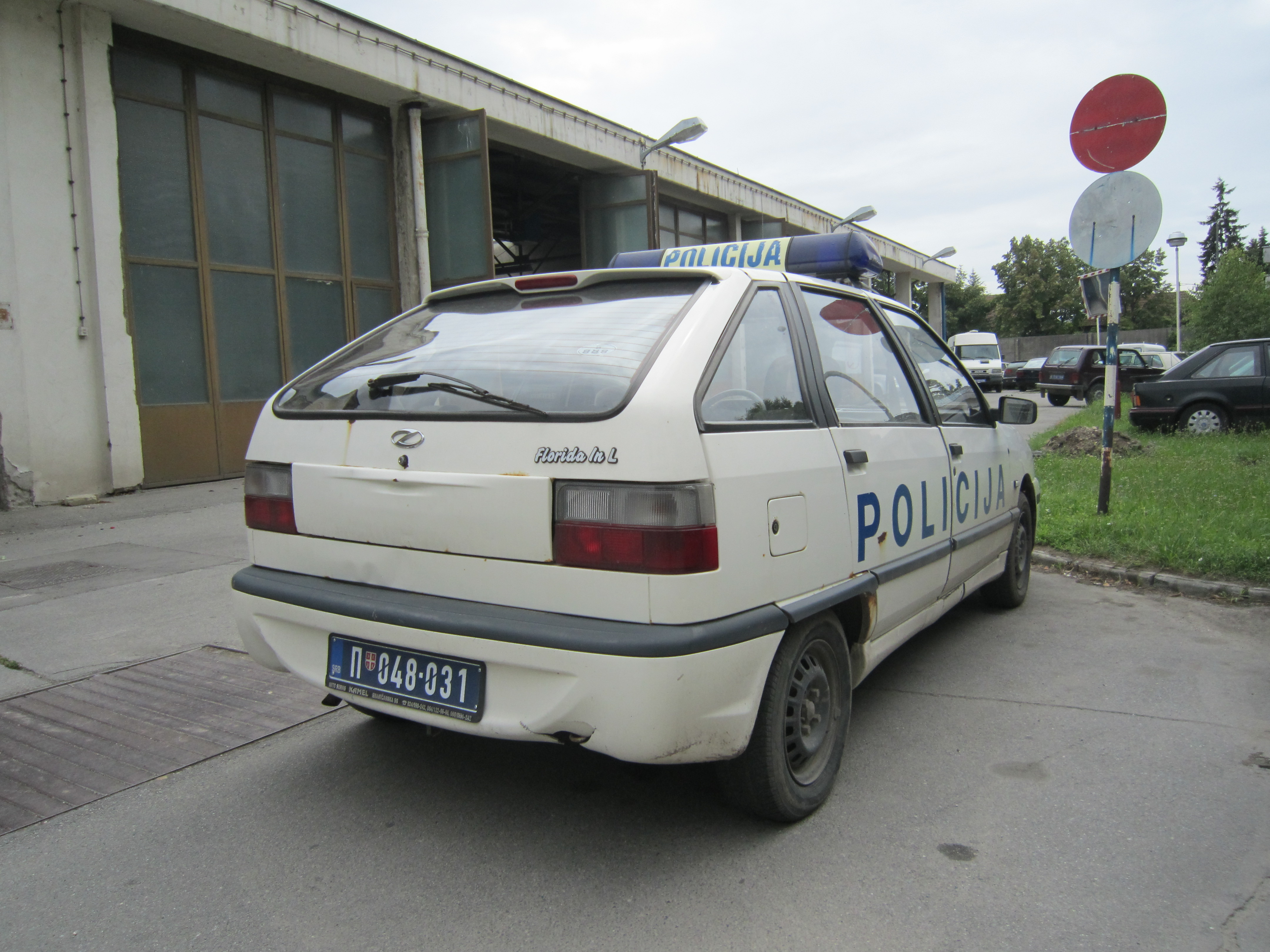
Yugo Florida rendőrautó
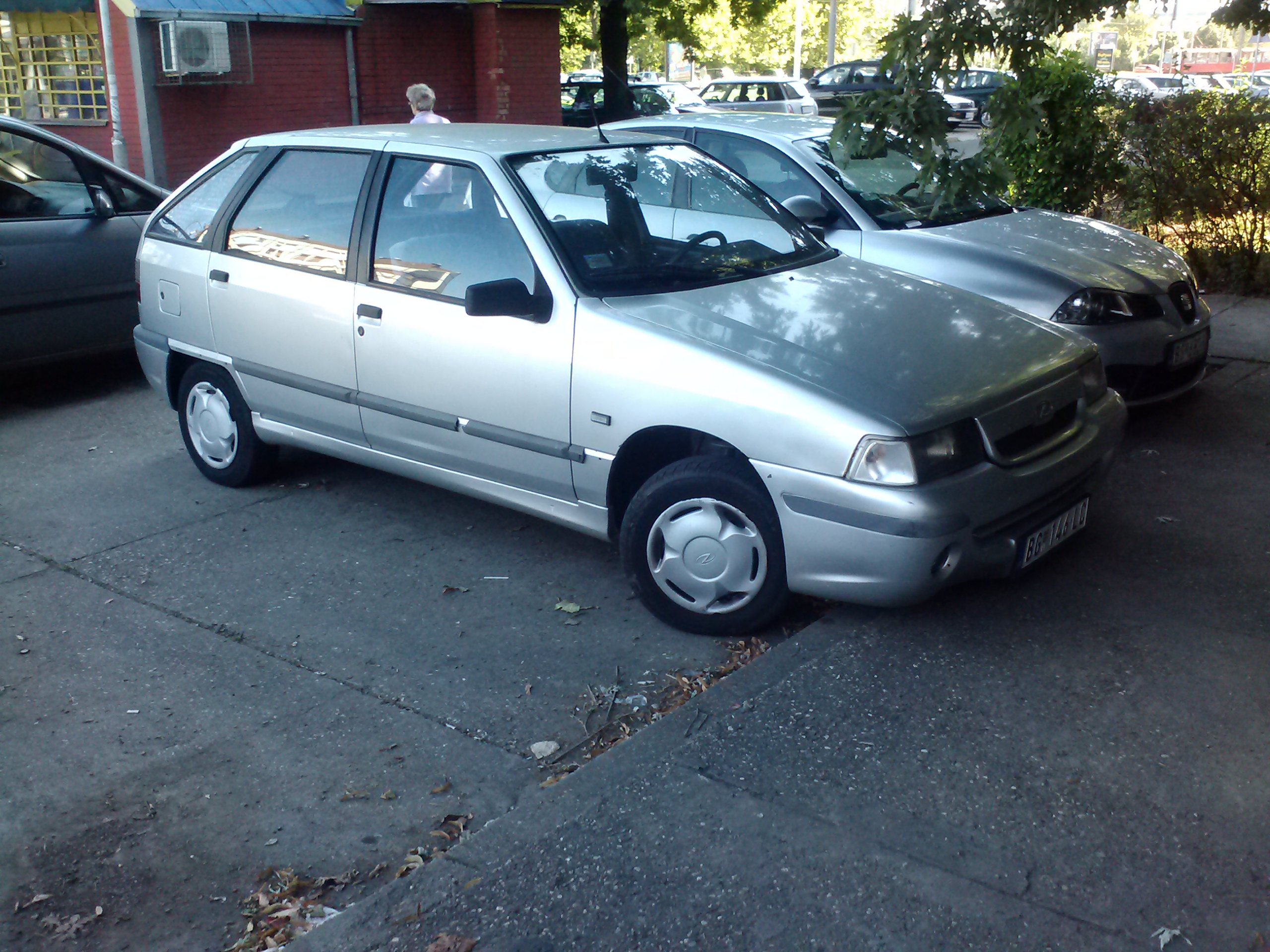
Florida In